# 相思乡
相思乡，位于湖南省岳阳市岳阳县东北部，与湖北省通城县接壤。因境内岳阳县最高峰相思山而得名。乡人民政府驻岳阳县珠港。
全乡地势东高西低，长石、石英等矿藏储量丰富，并有银杏、杜仲等珍稀树种。

## 沿革
- 民国时期，属福义乡
- 1949年，隶毛田区
- 1958年，属毛田公社
- 1961年，为相思公社
- 1984年，改置相思乡

## 行政区划
相思乡辖27个自然村。
- 牛形村、志元村、刘家村、中毛村、方塘村、乔头村、九龙村、中道村、芙蓉村、卢段村、长洞村、双坡村、竹峰村、李段村、大冲村、杨段村、朝西村、石门村、西港村、积谷村、黄中村、东港村、凤方村、河山村、杨山村、同乐村、毛段村